# Kraina Karpacka
Kraina Karpacka – jednostka podziału kraju stosowana w leśnictwie położona  w południowej części kraju, gdzie znajduje się masyw górski Karpat wraz z Pogórzem Karpackim. Karpaty dzielą na dwie części: zachodnią i wschodnią. W skład Karpat Zachodnich wchodzi: Pogórze Karpackie, Beskidy Zachodnie, Podhale i Tatry. Karpaty Wschodnie obejmują Pogórze Przemyskie i część Bieszczadów.
Lesistość krainy wynosi ok. 33%.
Klimat krainy zalicza się do typu klimatu górskiego i podgórskiego z obfitymi, rocznymi opadami atmosferycznymi, wzrastającymi wraz z wysokością nad poziomem morza. Największe opady występują w Tatrach i wynoszą do 2000 mm rocznie. Najwięcej opadów jest latem, a najmniej zimą. Pokrywa śnieżna w Tatrach utrzymuje się nawet do 200 dni w roku.
Gleby w Krainie Karpackiej należą do gleb ubogich, pierwotnych o nie wykształconym profilu glebowym. W niższych położeniach górskich i dolinach występują gleby bielicowe i brunatne, a na utworach wapiennych występują rędziny. W bezodpływowych dolinach i kotlinach rzecznych występują również torfowiska.
W Krainie Karpackiej występują wszystkie górskie typ siedliskowe lasu, wyżynne warianty lasu mieszanego i lasu świeżego oraz fragmenty lasów nizinnych. Pośród siedlisk górskich najliczniej występuje: las mieszany górski – ok. 23%, las górski – ok. 70%.
Głównymi gatunkami drzew leśnych są: jodła – jej udział powierzchniowy to ok. 27%, buk – ok. 28% i świerk – ok. 34%, a na pogórzu miejscami spotyka się dąb i modrzew. W niższych położeniach, głównie na Pogórzu Karpackim występują drzewostany sosnowe z domieszką brzozy.
W obszarze Krainy Karpackiej  znajdują się Tatrzański Park Narodowy, Babiogórski Park Narodowy, Pieniński Park Narodowy, Bieszczadzki Park Narodowy, Gorczański Park Narodowy, Magurski Park Narodowy. 
Kraina Karpacka dzieli się na 8 dzielnic:
1. Dzielnica Beskidu Śląskiego
2. Dzielnica Beskidu Małego i Średniego
3. Dzielnica Pogórza Karpackiego
4. Dzielnica Beskidu Wysokiego
5. Dzielnica Beskidu Sądeckiego i Gorców
6. Dzielnica Beskidu Niskiego
7. Dzielnica Bieszczadów
8. Dzielnica Tatr